# فرانشيسكا تراوب
فرانشيسكا تراوب (بالألمانية: Franziska Traub )‏ (و. 1962 – م) هي ممثلة من ألمانيا. ولدت في شتوتغارت.

## قائمة الأعمال

### الأفلام
- (2012) لوره[5]

## وصلات خارجية
- فرانشيسكا تراوب على موقع IMDb (الإنجليزية)
- فرانشيسكا تراوب على موقع ألو سيني (الفرنسية)
- فرانشيسكا تراوب على موقع أول موفي (الإنجليزية)
- فرانشيسكا تراوب على موقع قاعدة بيانات الفيلم (الإنجليزية)
- فرانشيسكا تراوب على موقع كينوبويسك (الروسية)